# Máthé Lídia
Máthé Lídia, Meisels, névváltozata: Máthé Lydia (Nyíregyháza, 1910. november 22. – Budapest, Józsefváros, 1957. március 14.) író, műfordító, kritikus, könyvtáros.

## Élete
Meisels Lajos (1877–1965) kisvárdai születésű rövidáru kereskedő és Hidvéger Gizella lánya. Irodalmi tanulmányait a budapesti Pázmány Péter Tudományegyetemen és párizsi Sorbonne-on végezte. Ifjúsági regényeket, meséket írt. A Fórum című lapban kritikai tanulmányai jelentek meg. Magyarra fordította Claude Morgan Francia küzdelem című regényét. Halálát idült vesegyulladás okozta.

## Művei
- A nagy út vándora. Egy magyar könyvnyomtatómester a XVII. században (ifjúsági regény, Budapest, 1955)
- Bujdosó szó. Ill. Csohány Kálmán. (történelmi regény, Budapest, 1956)

### Műfordításai
- Claude Morgan: Francia küzdelem (regény, Budapest, 1949)
- Nyikolaj Nikolaevič Panov: Ködkapitány (regény, Budapest, 1949, 2. kiadás: Budapest, 1950)
- Willi Bredel: Ötven nap (elbeszélés, Budapest, 1952)
- Hector-Henri Malot: A tengerész fia. Ill. Würtz Ádám (regény, Budapest, 1957)
- Hector-Henri Malot: A tengerész fia. Utószó: Gordon Etel. Ill. Würtz Ádám (regény, Budapest, 1961)